# Бугор (Сумская область)
Бугор (укр. Бугор) — село, Чуйковский сельский совет, Ямпольский район, Сумская область, Украина.
Код КОАТУУ — 5925684902. Население по переписи 2001 года составляло 34 человека .
12 Июня 2020 года, в соответствии с Распоряжением Кабинета Министров Украины № 723-r «Об определении административных центров и утверждении территорий территориальных общин Сумской области » вошла в состав Дружбинского городского округа.
19 Июля 2020 год, в результате административно-территориальной реформы и ликвидации Ямпильский район, деревня вошла в состав Шостынского района.

## Географическое положение
Село Бугор находится между городом Дружба и селом Чуйковка (0,5 км).